# Plathymenia (Amphimeniidae)
Plathymenia là một chi động vật thân mềm sống ở biển. Các loài thuộc chi này đầu không có vỏ, tương tư giống như các loài giun.

## Các loài
- Plathymenia branchiosa Schwabl, 1961